# Premi Hugo al millor relat curt
El Premi Hugo al millor relat curt (Hugo Award for Best Short Story) és un dels Premis Hugo atorgat cada any a relats de ciència-ficció o fantasia publicats en anglès o traduïdes l'any anterior. Aquest premi és per a escrits de menys de 7.500, d'altres premis Hugo s'atorguen a novel·les, novel·les curtes i relats.
Aquest premi s'ha atorgat anualment des del 1955, excepte el 1957, per la World Science Fiction Society. El premi s'anomenava Millor relat curt de ficció (Best Short Fiction) del 1960 fins al 1966 i es definien les obres com més curtes que una novel·la i no publicades en solitari en un llibre. A més d'aquests premis, i a partir del 1996 s'han atorgat els premis Restrospective Hugo (Hugo retrospectiu) pels anteriors 50, 75 o 100 anys anteriors. Fins al 2018, s'han atorgat premis retrospectius pels anys 1939, 1941, 1943, 1946, 1951 i 1954.
Els nomenats i premiats son escollits pels membres de la convenció anual Worldcon. La forma de votació és en forma de segona volta continua amb sis nomenats. Els relats nomenats són les sis més votades durant l'any pels membres sense cap límit en el nombre de nomenats. Les votacions es fan de gener a març, i les votacions als sis relats candidats es fa aproximadament d'abril fins a juliol, depenent de quan se celebra la convenció, que acostuma a ser al setembre i a un lloc diferent del món cada any.
Durant els 69 anys de premi, s'han nomenat 191 autors, 49 han guanyat, incloent-hi empats, coautors i "retro hugos". Harlan Ellison és l'autor amb més premis Hugo al millor relat curt amb 4 premis. Arthur C. Clarke, Larry Niven, Mike Resnick, Michael Swanwick i Connie Willis l'han guanyat 3 vegades. Poul Anderson, Joe Haldeman i Ken Liu han estat premiats dues vegades. Resnick és qui més nominacions ha tingut, amb 18 i Swanwick n'ha rebut 14. Cap altre autor n'ha rebut més de 7. Michael A. Burstein ha rebut fins a 7 nominacions però no l'ha guanyat mai.

## Guanyadors
Informació actualitzada per un bot. Els canvis manuals es perdran quan s'actualitzi!
| Guanyador                        | Any  | Obra                                                                  |
| -------------------------------- | ---- | --------------------------------------------------------------------- |
| Mike Resnick                     | 1989 | Kirinyaga                                                             |
| Daniel Keyes                     | 1960 | Flowers for Algernon                                                  |
| Harlan Ellison                   | 1969 | The Beast that Shouted Love at the Heart of the World                 |
| Geoffrey A. Landis               | 1992 | A Walk in the Sun                                                     |
| Eric Frank Russell               | 1955 | Allamagoosa                                                           |
| Jack Vance                       | 1963 | The Dragon Masters                                                    |
| Harlan Ellison                   | 1968 | I Have No Mouth, and I Must Scream                                    |
| Arthur C. Clarke                 | 1956 | L'estrella                                                            |
| Brian W. Aldiss                  | 1962 | Hothouse                                                              |
| Poul Anderson                    | 1964 | No Truce with Kings                                                   |
| Clifford D. Simak                | 1981 | Grotto of the Dancing Deer                                            |
| Terry Bisson                     | 1991 | Bears Discover Fire                                                   |
| Harlan Ellison                   | 1966 | "Repent, Harlequin!" Said the Ticktockman                             |
| Neil Gaiman                      | 2004 | A Study in Emerald                                                    |
| Will McIntosh                    | 2010 | Bridesicle                                                            |
| C. J. Cherryh                    | 1979 | Cassandra                                                             |
| Connie Willis                    | 1993 | Even the Queen                                                        |
| Geoffrey A. Landis               | 2003 | Falling Onto Mars                                                     |
| Frederik Pohl                    | 1986 | Fermi and Frost                                                       |
| John Varley                      | 1982 | The Pusher                                                            |
| Harlan Ellison                   | 1978 | Jeffty Is Five                                                        |
| Spider Robinson                  | 1983 | Melancholy Elephants                                                  |
| Joe Haldeman                     | 1995 | None So Blind                                                         |
| Avram Davidson                   | 1958 | Or All the Seas with Oysters                                          |
| Michael Swanwick                 | 2000 | Scherzo with Tyrannosaur                                              |
| Theodore Sturgeon                | 1971 | Slow Sculpture                                                        |
| Octavia E. Butler                | 1984 | Speech Sounds                                                         |
| Robert Bloch                     | 1959 | That Hell-Bound Train                                                 |
| Mike Resnick                     | 1998 | The 43 Antarean Dynasties                                             |
| David Brin                       | 1985 | The Crystal Spheres                                                   |
| Michael Swanwick                 | 2002 | The Dog Said Bow-Wow                                                  |
| Larry Niven                      | 1975 | The Hole Man                                                          |
| Maureen F. McHugh                | 1996 | The Lincoln Train                                                     |
| Poul Anderson                    | 1961 | The Longest Voyage                                                    |
| Ursula K. Le Guin                | 1974 | The Ones Who Walk Away from Omelas                                    |
| Michael Swanwick                 | 1999 | The Very Pulse of the Machine                                         |
| George R. R. Martin              | 1980 | The Way of Cross and Dragon                                           |
| Elizabeth Bear                   | 2008 | Tideline                                                              |
| Samuel R. Delany                 | 1970 | Time Considered as a Helix of Semi-Precious Stones                    |
| David D. Levine                  | 2006 | Tk'tk'tk                                                              |
| Mike Resnick                     | 2005 | Travels with My Cats                                                  |
| Lawrence Watt-Evans              | 1988 | Why I Left Harry's All-Night Hamburgers                               |
| Larry Niven                      | 1972 | Inconstant Moon                                                       |
| Larry Niven                      | 1967 | Neutron Star                                                          |
| Ted Chiang                       | 2009 | Exhalation                                                            |
| Tim Pratt                        | 2007 | Impossible Dreams                                                     |
| John Chu                         | 2014 | The Water That Falls on You from Nowhere                              |
| Fritz Leiber                     | 1976 | Catch That Zeppelin!                                                  |
| Naomi Kritzer                    | 2016 | Cat Pictures Please                                                   |
| Ken Liu                          | 2012 | The Paper Menagerie                                                   |
| Ken Liu                          | 2013 | Mono no Aware                                                         |
| Mary Robinette Kowal             | 2011 | For Want of a Nail                                                    |
| David Langford                   | 2001 | Different Kinds of Darkness                                           |
| Frederik Pohl Cyril M. Kornbluth | 1973 | The Meeting                                                           |
| Raphaël Aloysius Lafferty        | 1973 | Eurema's Dam                                                          |
| Joe Haldeman                     | 1977 | Tricentennial                                                         |
| Greg Bear                        | 1987 | Tangents                                                              |
| Suzy McKee Charnas               | 1990 | Boobs                                                                 |
| Connie Willis                    | 1994 | Death on the Nile                                                     |
| Connie Willis                    | 1997 | The Soul Selects Her Own Society                                      |
| Amal El-Mohtar                   | 2017 | Seasons of Glass and Iron                                             |
| Rebecca Roanhorse                | 2018 | Welcome to your Authentic Indian Experience™                          |
| Alix E. Harrow                   | 2019 | A Witch's Guide to Escape: A Practical Compendium of Portal Fantasies |
| Shi Lian Huang                   | 2020 | As the Last I May Know                                                |
| Ursula Vernon                    | 2021 | Metal Like Blood in the Dark                                          |
| Sarah Pinsker                    | 2022 | Where Oaken Hearts Do Gather                                          |
| Gordon R. Dickson                | 1965 | Soldier, Ask Not                                                      |
| Samantha Mills                   | 2023 | Rabbit Test                                                           |
| Naomi Kritzer                    | 2024 | Better Living Through Algorithms                                      |
| Nghi Vo                          | 2025 | Stitched to Skin Like Family Is                                       |